# Artūras Andrulis
Artūras Andrulis, anche noto come Adolfas Andrulis (Riga, 13 febbraio 1918 – El Paso, 18 maggio 1991), è stato un cestista e calciatore lituano.

## Carriera
Con la nazionale di pallacanestro lituana ha disputato e vinto gli Europei 1937 e quelli del 1939. Da calciatore ha militato nel LFLS Kaunas e in Nazionale; con quest'ultima maglia ha disputato 2 partite.